# Alberto I di Käfernburg
Alberto I di Käfernburg (Germania, 1170 circa – Cividale del Friuli, 15 ottobre 1232) è stato un arcivescovo cattolico tedesco.

## Biografia
Fu arcivescovo di Magdeburgo dal 1206 al 1232, ambasciatore in Italia dal 1222 al 1224 e legato imperiale nonché conte di Romagna dal 1223 alla morte.
Nel 1207 pose la prima pietra del Duomo di Magdeburgo, dando inizio alla costruzione della prima cattedrale gotica della Germania.

## Genealogia episcopale e successione apostolica
La genealogia episcopale è:
- Cardinale Ottaviano Poli dei conti di Segni
- Papa Innocenzo III
- Arcivescovo Alberto I di Käfernburg

La successione apostolica è:
- Vescovo Balduin von Brandenburg, O.Praem. (1207)
- Vescovo Engelhard von Naumburg (1207)
- Vescovo Gernand von Brandenburg, O.Praem. (1222)